# 中澤聡太
中澤 聡太（なかざわ そうた、1982年10月26日 - ）は、東京都三鷹市出身の元プロサッカー選手。日本サッカー協会登録仲介人。現役時代のポジションはディフェンダー。（センターバック）。妻はタレントの金田美香。

## 来歴
東京都三鷹市に生まれ、物心つく前に引っ越した埼玉県朝霞市で育つ。中学生時には浦和レッズジュニアユースに加入し、3年時にはユースへの昇格が確実視されていたが、 同年の高円宮杯で浦和ユースが東福岡高校に大敗したことから高校サッカーに臨むことを決め、1998年にトレセンで知り合った西紀寛 が在学する市立船橋高校へ進学。2年生時には羽田憲司とセンターバックを組んで高校選手権に出場。6試合無失点の堅守で勝ち上がり、決勝の鹿児島実業戦では永井俊太のコーナーキックに高い打点のヘディングを合わせて決勝点を挙げ、優勝を果たした。高校の同期には永井、本橋卓巳、植草裕樹らがいる。3年生時には強化指定選手として柏レイソルに登録された。
2001年、西野朗監督率いる柏レイソルに入団。同年にはU-20日本代表としてFIFAワールドユース選手権では3試合に先発出場した。しかし、クラブでは3度の骨折など 負傷が重なったこともあって試合に出られずにいた。2005年には早野宏史監督の下で出場機会を得るが、翌2006年はJ2に降格したチームの中でも出番が与えられず、シーズン途中の6月に志願してFC東京に期限付き移籍。負傷した茂庭照幸に代わってベンチ入りするようになったが、初の先発出場となった第25節新潟戦でPKを献上してしまった。このシーズンは2試合の出場にとどまった。
2007年、西野が監督を務めるガンバ大阪に期限付き移籍。西野からの期待は大きく 2008年には完全移籍で加入し、新加入の水本裕貴やミネイロらを押しのけて自身初めてシーズンを通してのレギュラーの座を掴み、ACLや天皇杯などのタイトル獲得に貢献。ファン選出の同年度MVPを受賞した。
2009年は開幕から新加入のパク・ドンヒョクにポジションを譲るも、第8節FC東京戦以降は再びスターティングメンバーとして起用された。同年6月21日、金田美香との入籍を発表。2010年1月9日、金田の26歳の誕生日に挙式・披露宴を行った。同年10月3日、第一子となる長女が誕生した。同年7月、J1第13節浦和戦でJリーグ100試合出場を記録。12月の天皇杯準々決勝・浦和戦では相手チームの選手と接触し負傷。「左精巣損傷」と診断された。2011年はDFながら5得点を挙げるが、守備面では安定感を欠いた。2012年は7月に左腓骨遠位端骨折により4か月の戦線離脱を余儀なくされ、リーグ戦出場は18試合に留まり、クラブもJ2降格を喫した。
2013年、川崎フロンターレへ完全移籍。怪我の完治が遅れ、戦術に適応しきれないまま開幕を迎えた。シーズン半ばにかけて徐々に復調したが、8月以降はDFジェシの復帰によって先発から外れた。
2015年1月7日にセレッソ大阪へ期限付き移籍することが発表された。同年12月23日にセレッソへ完全移籍する事が発表された。2016年シーズンをもち、契約満了のため退団、この年限りで現役を退いた。
2017年より、古巣ガンバ大阪の強化スタッフ（スカウト担当）に就任した。2018年12月28日をもってガンバ大阪を退社した。
2019年からジャパン・スポーツ・プロモーション所属の代理人として活動している。

## 所属クラブ
ユース経歴
- 朝志ヶ丘SC (朝霞第七小学校)[12]
- 1995年 - 1997年 浦和レッズジュニアユース (朝霞第二中学校)[12]
- 1998年 - 2000年 市立船橋高校
  - 2000年  柏レイソル (強化指定選手)

プロ経歴
- 2001年 - 2007年  柏レイソル
  - 2006年6月 - 同年12月  FC東京 (期限付き移籍)
  - 2007年  ガンバ大阪 (期限付き移籍)
- 2008年 - 2012年  ガンバ大阪
- 2013年 - 2015年  川崎フロンターレ
  - 2015年  セレッソ大阪 (期限付き移籍)
- 2016年  セレッソ大阪

## 個人成績
| 国内大会個人成績 | 国内大会個人成績 | 国内大会個人成績 | 国内大会個人成績 | 国内大会個人成績 | 国内大会個人成績 | 国内大会個人成績 | 国内大会個人成績 | 国内大会個人成績 | 国内大会個人成績 | 国内大会個人成績 | 国内大会個人成績 |
| 年度             | クラブ           | 背番号           | リーグ           | リーグ戦         | リーグ戦         | リーグ杯         | リーグ杯         | オープン杯       | オープン杯       | 期間通算         | 期間通算         |
| 年度             | クラブ           | 背番号           | リーグ           | 出場             | 得点             | 出場             | 得点             | 出場             | 得点             | 出場             | 得点             |
| 日本             | 日本             | 日本             | 日本             | リーグ戦         | リーグ戦         | リーグ杯         | リーグ杯         | 天皇杯           | 天皇杯           | 期間通算         | 期間通算         |
| ---------------- | ---------------- | ---------------- | ---------------- | ---------------- | ---------------- | ---------------- | ---------------- | ---------------- | ---------------- | ---------------- | ---------------- |
| 2001             | 柏               | 5                | J1               | 1                | 0                | 0                | 0                | 0                | 0                | 1                | 0                |
| 2002             | 柏               | 5                | J1               | 1                | 0                | 0                | 0                | 0                | 0                | 1                | 0                |
| 2003             | 柏               | 5                | J1               | 0                | 0                | 1                | 0                | 0                | 0                | 1                | 0                |
| 2004             | 柏               | 5                | J1               | 9                | 0                | 6                | 0                | 1                | 0                | 16               | 0                |
| 2005             | 柏               | 5                | J1               | 16               | 0                | 6                | 1                | 0                | 0                | 22               | 1                |
| 2006             | 柏               | 5                | J2               | 2                | 0                | -                | -                | -                | -                | 2                | 0                |
| 2006             | FC東京           | 38               | J1               | 2                | 0                | 0                | 0                | 0                | 0                | 2                | 0                |
| 2007             | G大阪            | 2                | J1               | 2                | 0                | 5                | 0                | 1                | 0                | 8                | 0                |
| 2008             | G大阪            | 2                | J1               | 30               | 3                | 4                | 0                | 5                | 1                | 39               | 4                |
| 2009             | G大阪            | 2                | J1               | 26               | 0                | 2                | 1                | 5                | 0                | 33               | 1                |
| 2010             | G大阪            | 2                | J1               | 32               | 4                | 2                | 0                | 4                | 0                | 38               | 4                |
| 2011             | G大阪            | 2                | J1               | 27               | 5                | 2                | 0                | 1                | 0                | 30               | 5                |
| 2012             | G大阪            | 2                | J1               | 19               | 2                | 0                | 0                | 3                | 0                | 22               | 2                |
| 2013             | 川崎             | 7                | J1               | 20               | 1                | 7                | 0                | 3                | 0                | 30               | 1                |
| 2014             | 川崎             | 7                | J1               | 10               | 0                | 0                | 0                | 2                | 0                | 12               | 0                |
| 2015             | C大阪            | 22               | J2               | 9                | 0                | -                | -                | 1                | 0                | 10               | 0                |
| 2016             | C大阪            | 22               | J2               | 3                | 0                | -                | -                | 0                | 0                | 3                | 0                |
| 通算             | 日本             | 日本             | J1               | 195              | 15               | 35               | 2                | 25               | 1                | 255              | 18               |
| 通算             | 日本             | 日本             | J2               | 14               | 0                | -                | -                | 1                | 0                | 15               | 0                |
| 総通算           | 総通算           | 総通算           | 総通算           | 209              | 15               | 35               | 2                | 26               | 1                | 270              | 18               |

- 2000年度は強化指定選手としての公式戦出場はなし。

その他の公式戦
- 2004年
  - J1・J2入れ替え戦 2試合0得点
- 2007年
  - スーパーカップ 1試合0得点
- 2009年
  - スーパーカップ 1試合0得点
- 2015年
  - J1昇格プレーオフ 2試合0得点

| 国際大会個人成績 | 国際大会個人成績 | 国際大会個人成績 | 国際大会個人成績 | 国際大会個人成績 | FIFA      | FIFA      |
| 年度             | クラブ           | 背番号           | 出場             | 得点             | 出場      | 得点      |
| AFC              | AFC              | AFC              | ACL              | ACL              | クラブW杯 | クラブW杯 |
| ---------------- | ---------------- | ---------------- | ---------------- | ---------------- | --------- | --------- |
| 2008             | G大阪            | 2                | 11               | 0                | 3         | 0         |
| 2009             | G大阪            | 2                | 6                | 0                | -         | -         |
| 2010             | G大阪            | 2                | 6                | 1                | -         | -         |
| 2011             | G大阪            | 2                | 5                | 2                | -         | -         |
| 2012             | G大阪            | 2                | 6                | 0                | -         | -         |
| 2014             | 川崎             | 7                | 6                | 0                | -         | -         |
| 通算             | AFC              | AFC              | 40               | 3                | 3         | 0         |

その他の国際公式戦
- 2008年
  - パンパシフィックチャンピオンシップ 2試合0得点
  - スルガ銀行チャンピオンシップ 1試合0得点

出場歴
- Jリーグ初出場 - 2001年11月24日 J1 2nd第15節 vs清水エスパルス (日本平スタジアム)[1]
- Jリーグ初得点 - 2008年4月30日 J1第9節 vs大宮アルディージャ（万博記念競技場）
- Jリーグ100試合出場 - 2010年7月18日 J1第13節 vs浦和レッズ（万博記念競技場）

## タイトル

### クラブ
市立船橋高校
- 全国高校選手権：1回（1999年）

ガンバ大阪
- ナビスコカップ：1回（2007年）
- 天皇杯：2回（2008年、2009年）
- ゼロックススーパーカップ：1回（2007年）
- AFCチャンピオンズリーグ：1回（2008年）
- パンパシフィックチャンピオンシップ：1回（2008年）

### 個人
- 全国高校選手権 優秀選手 (2000年)[11]

## 代表歴
- U-14日本代表[11]
- U-15日本代表[11]
- U-19日本代表
  - 2000年 - アジアユース選手権[11]
- U-20日本代表
  - 2001年 - FIFAワールドユース選手権[1]
- U-22日本代表候補